# Separate Reality

Heinz Zak, Separate Reality 5.11d, Free Solo, Yosemite-Nationalpark, Kalifornien, USA, Foto: Angelika Zak

Separate Reality ist eine 20 m lange Kletterroute im Yosemite-Nationalpark in Kalifornien, USA. Die Route ist bekannt durch ihre Schlüsselstelle, einen etwa 6 m langen Handriss in einem Dach. Der Einstieg der Route befindet sich etwa 200 m über dem Merced River, wird aber besser durch Abseilen von oben erreicht. Der Name ist dem Roman „Eine andere Wirklichkeit. Neue Gespräche mit Don Juan.“ (1971, Originaltitel: A Separate Reality: Further Conversations with Don Juan) von Carlos Castaneda entnommen.
Der Grund für die Faszination, welche diese Route auf Kletterer ausübt, ist allerdings weniger die technische Schwierigkeit, sondern vielmehr eine gewisse Ausgesetztheit der Route und die damit verbundenen Anforderungen an die Psyche (Ernsthaftigkeit).
Die Route wurde erstmals von Ron Kauk im Jahr 1978 geklettert und ursprünglich mit dem Schwierigkeitsgrad 5.12a (frz. 7b) bewertet. Durch einen Steinabbruch, bei dem ein weiterer Griff freigelegt wurde, liegt die Bewertung heute bei 5.11d (frz. 7a+). 1981 gelang Louise Shepherd die erste weibliche Begehung. 1986 gelang dem deutschen Ausnahmekletterer Wolfgang Güllich der erste Free-Solo-Durchstieg der Route. Der zweite seilfreie Durchstieg gelang 2005 dem Österreicher Heinz Zak, welcher 1986 Wolfgang Güllich bei seinem Durchstieg fotografiert hatte. Im Sommer 2006 konnte der Amerikaner Dean Potter als dritter Kletterer diese Route free solo begehen. Im Juni 2010 kletterte sie auch Alex Honnold als vierter Kletterer free solo. Auch der Kanadier Will Stanhope kletterte die Route in diesem Begehungsstil.